# 이온 코테아누
이온 코테아누(루마니아어: Ion Coteanu, 1920년 10월 6일 ∼ 1997년 12월 11일)는 루마니아의 언어학자이다.

## 소개
1920년 10월 6일 수도 부쿠레슈티에서 출생하여 1997년 12월 11일에 사망했다. 그의 관심 분야는 매우 다양했고, 여러 분야에서 루마니아어학 발전의 한 축을 담당했던 인물로 평가받고 있다. 그의 연구 업적 가운데 가장 두드러진 분야는 방언학, 문체론, 어휘론 등인 것으로 알려져 있다. 코테아누는 언어이론 분야에서의 저술뿐만 아니라 20세기 루마니아의 대표적인 언어학자들이었던 이오르단(I. Iordan), 그라우르(Al. Graur) 등과 함께 다양한 사전 편찬 작업에도 적극적으로 참여했다. 대표적인 사전 편찬 작업으로는 루마니아어의 가장 방대한 사전 가운데 하나인 DLR(Dicţionarul limbii române)와 실용적인 차원에서 널리 활용되는 DEX(Dicţionarul explicativ al limbii române) 등이 있다.
혁명 이후 1992년에 부쿠레슈티에 생겨난 사립대학인 스피루 하레트 대학교(Universitatea Spiru Haret)의 부총장으로 선출되었고 이어서 총장으로 선출되었다. 이후 부쿠레슈티 지역의 상원의원으로도 활동했다.

## 루마니아어의 구조와 역사
기원에서 1860년까지의 루마니아어를 체계적으로 정리한 최초의 책이다. 루마니아어는 라틴어를 계승한 모습을 보이지만, 다른 서유럽 언어들과는 다른 발전 과정을 거치면서 동부 지역 라틴어의 특징을 갖게 된 독특한 언어다. 이 책은 비잔틴 제국과의 교류, 그리스 정교의 영향 등 역사적 사건들을 거치며 변화하고 발전하는 루마니아어의 모습을 공시적·통시적으로 설명하고 있다.
이 책은 루마니아어의 탄생에서 완성까지를 다루고 있다. 루마니아어가 어떻게 발전해 왔는지 특징적인 면만을 간추려 쟁점만 간단하게 설명하고 있지만, 내용이 결코 가볍지는 않다. 루마니아어는 여러 면에서 라틴어를 계승한 모습을 보이는데 같은 라틴어 계열의 언어인 스페인어, 포르투갈어, 이탈리아어, 프랑스어 등과의 유사성도 여러 면에서 쉽게 찾아볼 수 있다. 그러나 좀 더 주의를 기울여 들어보면 조금 다르다는 느낌을 받게 된다. 이것은 언어의 외형을 가장 잘 보여주는 부분이라고 할 수 있는 어휘에서 서유럽 라틴어들에서는 볼 수 없는 발칸 지역 언어들의 어휘가 루마니아어에 많이 남아 있기 때문이다. 이런 외형적 모습의 특징을 찾아가는 과정은 곧 루마니아어의 언어적 특성을 찾아가는 길이 된다. 이 책은 전반적인 측면에서 루마니아어를 소개하는 것은 물론 관심 있는 전문가 독자에게도 흥미로운 내용이 될 것이다.
모든 언어가 그렇듯 루마니아어 역시 역사적으로 중요한 사건에 영향을 받으며 변화했다. 그리스 정교를 받아들이면서 비잔틴 제국과 교류하게 되었고, 그 과정에서 비잔틴 제국의 그리스어와 교회 슬라브어의 영향을 받았다. 이는 결과적으로 루마니아어가 다른 서유럽 언어들과 차별적인 모습을 갖게 하는 원인이 된다. 또한 루마니아는 로마군대가 현재의 루마니아 지역에서 철수한 271년 이후부터 봉건국가가 성립되는 시점인 14세기까지가 기록에서 사라짐으로써 소위 암흑의 천 년이라 불리는 기간을 맞이하게 된다. 이는 일반 역사는 물론 언어사적 연구에도 많은 어려움을 주고 있는 부분이라고 할 수 있는데, 분명한 사료(史料)가 없는 상태에서 다양한 가정과 가설이 제기되기 때문에 학문적 중립성이 특히 중요시된다고 할 수 있다. 이 글의 저자인 이온 코테아누(Ion Coteanu) 교수는 학문적 근거에 기반을 둔 이론과 발칸 지역의 언어와 역사에 대한 해박한 지식을 바탕으로 루마니아어의 구조와 역사에 대한 날카로운 통찰력을 보여주고 있다.